# Kulisziwka (obwód sumski)
Kulisziwka (ukr. Кулішівка) – wieś na Ukrainie, w obwodzie sumskim, w rejonie romeńskim, w hromadzie Nedryhajliw. W 2001 liczyła 345 mieszkańców, spośród których 343 wskazało jako ojczysty język ukraiński, a 2 rosyjski.